# John G. Schumaker

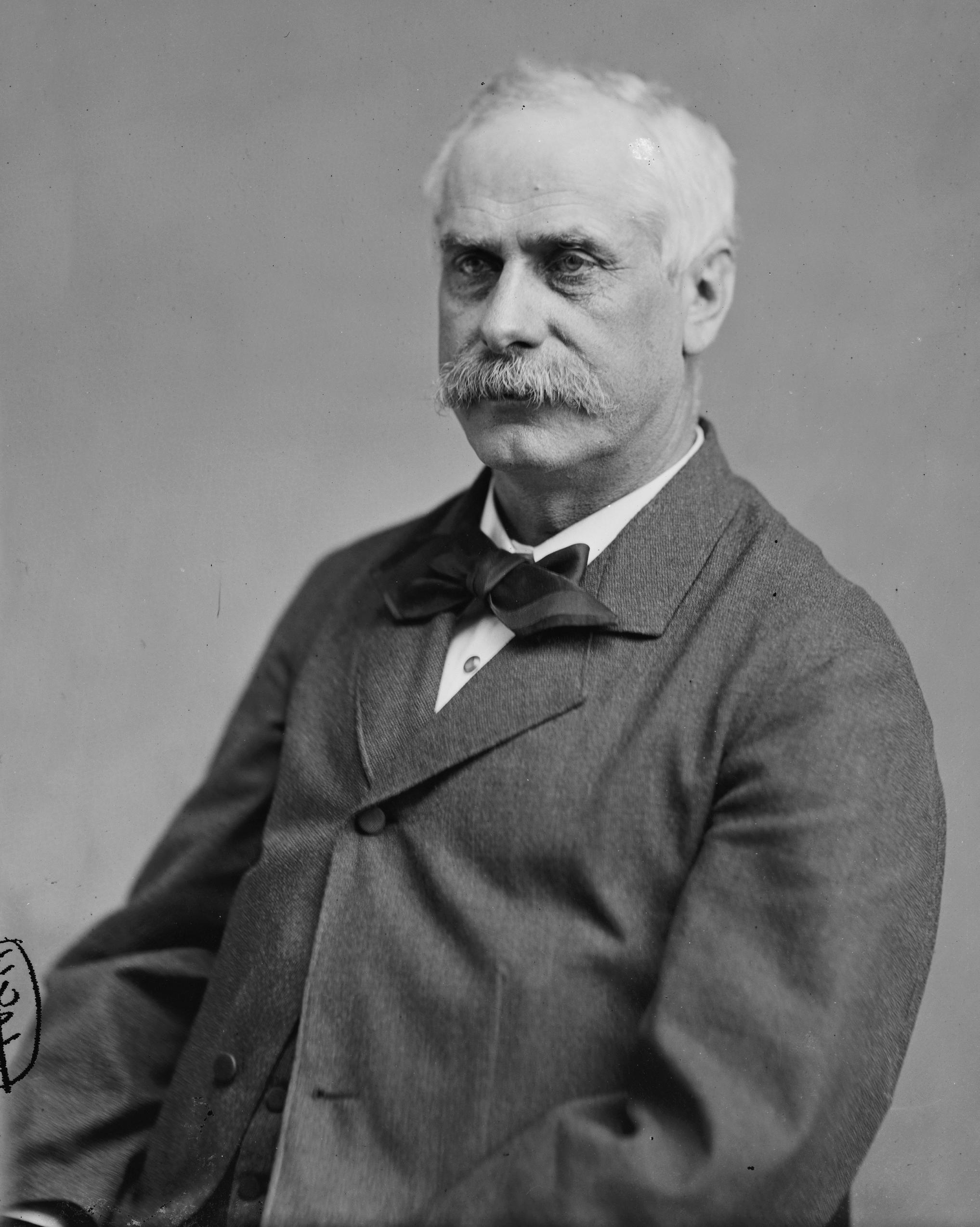
John G. Schumaker

John Godfrey Schumaker (* 27. Juni 1826 in Claverack, New York; † 23. November 1905 in Brooklyn, New York) war ein US-amerikanischer Jurist und Politiker. Er vertrat zwischen 1869 und 1871 sowie zwischen 1873 und 1877 den Bundesstaat New York im US-Repräsentantenhaus.

## Werdegang
John Godfrey Schumaker genoss eine gute Schulbildung an der Lenox Academy in Massachusetts. Er studierte Jura und begann nach dem Erhalt seiner Zulassung als Anwalt 1847 zu praktizieren. 1853 zog er nach Brooklyn, wo weiter als Anwalt tätig war. Zwischen 1856 und 1859 war er Bezirksstaatsanwalt (District Attorney) im Kings County. Ein Jahr nach dem Ausbruch des Bürgerkrieges wurde er Corporation Counsel und hatte diese Stellung bis 1864 inne. Darüber hinaus nahm er in den Jahren 1862, 1867 und 1894 an den verfassunggebenden Versammlungen von New York teil sowie im Jahr 1864 als Delegierter an der Democratic National Convention in Atlantic City (New Jersey).
Politisch gehörte er der Demokratischen Partei an. Bei den Kongresswahlen des Jahres 1868 wurde Schumaker im zweiten Wahlbezirk von New York in das US-Repräsentantenhaus in Washington, D.C. gewählt, wo er am 4. März 1869 die Nachfolge von Demas Barnes antrat. Da er auf eine erneute Kandidatur im Jahr 1870 verzichtete, schied er nach dem 3. März 1871 aus dem Kongress aus. Allerdings kandidierte er im Jahr 1872 erneut für einen Kongresssitz. Nach einer erfolgreichen Wahl trat er am 4. März 1873 die Nachfolge von Thomas Kinsella an. Er wurde einmal wiedergewählt. Da er auf eine vierte Kandidatur im Jahr 1876 verzichtete, schied er nach dem 3. März 1877 aus dem Kongress aus.
Danach war er wieder als Anwalt tätig. Er verstarb am 23. November 1905 in Brooklyn und wurde dann auf dem Green-Wood Cemetery beigesetzt.